# Feriola longicornis
Feriola longicornis là một loài ruồi trong họ Tachinidae.